# Jeleč (Federacja Bośni i Hercegowiny)
Jeleč – wieś w Bośni i Hercegowinie, w Federacji Bośni i Hercegowiny, w kantonie sarajewskim, w gminie Hadžići. W 2013 roku liczyła 166 mieszkańców, z czego większość stanowili Boszniacy.